# Rio Turama
O rio Turama é um rio ao sul da Papua-Nova Guiné, sendo um dos maiores do país, com cerca de 290 km de extensão, tendo sua nascente formada na Montanha Bosavi, numa altitude de 1000 metros. Tendo uma direção ao sul da ilha da Nova Guiné, desaguando no Golfo de Papua.